# Hanina Segan ha-Kohanim
Hanina [Hananyah] Segan ha-Kohanim (in ebraico ר' חנינא (חנניה) סגן הכהנים‎?, lett. "Rabbi Hanina (Hananiah) [il] Segan (Vicario) Ha-Kohanim - Sommo Sacerdote") (Israele, I secolo – ...) è stato un rabbino e sacerdote ebreo antico saggio Tanna della prima generazione.
Visse durante la distruzione del Secondo Tempio di Gerusalemme e, dopo l'evento, testimoniò di ciò che vide verificarsi al momento della distruzione del Santo Tempio. Era figlio di Rabbi Simeon ben ha-Segan. Il libro "Yihusei Tanna'im ve-Amora'im" narra che Hanina fu ucciso insieme a Shimon ben Gamliel e Ishmael ben Elisha ha-Kohen. Si dice che egli fosse uno dei Dieci Martiri e sia stato ucciso il 25 del mese di Sivan (in ebraico כ"ה בסיוון‎?; rif. Arba'ah Turim e Shulchan Aruch)
Hanina fu chiamato col succitato nome a causa del ruolo che officiava - quale Vicario del Kohen Gadol (Sommo Sacerdote) nel Santo Tempio di Gerusalemme. Ha-Segan era una posizione con la responsabilità di controllare le azioni dei sacerdoti e, come Vicario, di sostituire il Sommo sacerdote nel caso fosse stato giudicato incapace di eseguire le sue funzioni liturgiche al Tempio. In tale congiuntura, Hanina era considerato un "Segan Ha-Kohanim", secondo solo al Sommo Sacerdote, come Hanina stesso indica:
(Talmud, Trattato Sota, 42a)
In questo periodo, molti Sommi Sacerdoti venivano alternati e cambiati, mentre invece Hanina rimase sempre nel suo ruolo e per questa ragione si crede che venisse chiamato "Segan ha-Kohanim" piuttosto che col titolo più comune usato dalla Gemara: "Ha-Segan".